# Кавалерійський провулок (Житомир)
Кавалерійський провулок — провулок в Богунському районі міста Житомира.

## Характеристики
Провулок розташований в районі Сінного ринку.
Бере початок від вулиці Миколи Сціборського, прямує на північ та завершується виходом до проспекту Незалежності. Від Кавалерійського провулка бере початок Оранжерейний провулок.
Забудова провулка здебільшого садибна житлова. Наявні промислові території.

### Установи
Комунальне підприємство «Зеленбуд» Житомирської міської ради — № 13

## Історія
Провулок виник на початку ХХ ст. Історична назва провулка — Улановський (Уланський), що походить від прізвища домовласниці Улановської. Вперше показаний на плані міста 1915 року. На цьому ж плані підписаний як Кавалерійський провулок. Завершувався повертаючи в Уланський провулок, що нині має назву Оранжерейний. Північніше проходила межа між Житомиром та селом Крошня. Забудова провулка почала формуватися на початку ХХ століття та продовжувала здійснюватися після більшовицького перевороту.
Після Другої світової війни провулок та його забудова сформувалися на ділянці між нинішніми Оранжерейним провулком та проспектом Незалежності. 
На плані 1949 року позначений як Кавалерійська вулиця.
Наприкінці 1960-х років провулок та його забудова остаточно сформовані.